# Pluhův Žďár
Pluhův Žďár település Csehországban, a Jindřichův Hradec-i járásban. Pluhův Žďár Velký Ratmírov, Deštná, Vícemil, Kardašova Řečice, Lodhéřov, Višňová, Dírná és Chotěmice településekkel határos. Lakosainak száma 599 fő (2024. január 1.).

## Népesség
A település lakosságának változását az alábbi diagram mutatja:
| Lakosok száma | 1647 | 1664 | 1677 | 1099 | 797  | 644  | 608  | 610  | 600  | 599  |
|               | 1869 | 1890 | 1921 | 1950 | 1980 | 2001 | 2017 | 2019 | 2022 | 2024 |